# Brookesia griveaudi
Espèce
Statut de conservation UICN

 NT  : Quasi menacé
Statut CITES
Brookesia griveaudi est une espèce de sauriens de la famille des Chamaeleonidae.

## Répartition
Cette espèce est endémique du Nord-Est de Madagascar. Elle a été découverte dans le massif de Marojejy.

## Description
Ce caméléon nain est de petite taille, diurne, et vit au sol ou sur les branches basses des forêts. Il est de couleur noire à rouge.

## Étymologie
Cette espèce est nommée en l'honneur de Paul Griveaud.

## Publication originale
- Brygoo, Blanc & Domergue, 1974 : Notes sur les Brookesia de Madagascar. VII. Brookesia du Marojezy. B. betschi et B. griveaudi n.sp. (Reptilia, Squamata, Chamaeleonidae). Bulletin Académie Malgache, vol. 51, no 1, p. 167-184.